# 馬里納羅夏
48°25′5″N 36°12′42″E / 48.41806°N 36.21167°E
馬里納羅夏（烏克蘭語：Мар'їна Роща），是烏克蘭的村落，位於該國中部第聶伯羅彼得羅夫斯克州，由佩特羅拉夫利夫卡區負責管轄，分別距離卡捷里尼夫卡1公里和梅爾察利夫卡2.5公里，海拔高度82米，2001年人口511。
坐标：48°26′34″N 36°10′7″E / 48.44278°N 36.16861°E ...